# Мушкудіані Олександр Нестерович
Мушкудіані Олександр Нестерович (нар. 22 квітня 1938, с. Местія, нині смт однойм. району, Грузія) — український літературознавець, перекладач. Доктор філологічних наук (1996), професор (2006). Член НСПУ (1988), НСЖУ (2003).

## З біографії
У 1961—1962 роках навчався у Тбілісі. 1966 року закінчив Київський педагогічний інститут. У 1966—968 роках працював власкором Грузинського радіо і телебачення в Абхазії.
Після переїзду до Києва протягом 1973—1974 років працював науковим редактором в УРЕ. Згодом перейшов на роботу в Інституті літератури НАНУ в Києві, де з 1974 до 1996 року пройшов шлях від молодшого наукового співробітника до завідувача відділу. У 1996—2016 роках обміймав посаду завідувача кафедри української та світової культури та літератури, а з 2016 року — завідувача кафедри теорії та історії журналістики, водночас від 2006 року працював директором НДІ сходознавства Київського міжнародного університету. Паралельно в 1974—2004 роках викладав у Ніжинському та Переяслав-Хмельницькому педагогічних інститутах, а також у Київському університеті імені Тараса Шевченка.
Автор монографій та численних статей з історії українсько-грузинських літературних та культурних зв'язків.

## Переклади
Переклав з грузинської на українську мову збірку новел «Безсмертя» К. Гамсахурдіа (1968), повість «Я бачу сонце» (1975), «Новели» (2011) та «Оповідання» (2017) Нодара Думбадзе, оповідання «Миргородські ночі» (1980), роман «На бистрині» (1985) та «Новели» (2010) Н. Хундадзе, повість «Розповідь жебрака» Іллі Чавчавадзе (1987), збірник новел «Піснеспів сонця» Г. Гасвіані (2010), «Новели» К. Гамсахурдіа (2013), «Мініатюри, новели, оповідання» Ніко Лордкіпанідзе (2016), а також «Сванські народні пісні» (2009), «Гроно мудрості. Грузинські народні казки» (2010; усі — Київ).
Переклав грузинською мовою окремі твори Тараса Шевченка (були опубліковані у книжці Мушкудіані «Тарас Шевченко. Лірика. Поезії та поеми», К., 2015), Івана Франка, Лесі Українки, Василя Стефаника.
Уклав бібліографічний покажчик «Симфонія грузинської Шевченкіани» (2009), що нараховує близько 1 тис. позицій.
Написав низку статей до ЕСУ.

## Праці
- Взаємозбагачення і зближення літератур народів СРСР. 1977 (співавт.);
- Тема дружби та інтернаціоналізму в багатонаціональній радянській літературі. 1981;
- З історії українсько-грузинських літературних взаємин кінця XIX — початку XX століття. 1986;
- Українсько-грузинські літературно-культурні зв'язки 20–30-х років XX століття. 1991;
- Сааді: Життя і творчість. 1999; 2002;
- «Рігведа» і «Авеста». 2002;
- Біля витоків індійської та іранської літератур. 2003;
- Грузинська світлиця Івана Франка. 2006;
- За горами гори… (Шевченко і Грузія). 2013;
- З потоку літ: Зб. статей. 2016.